# Рада Рай
Рада Рай (настоящее имя — Елена Альбертовна Грибкова; род. 8 апреля 1979, Магадан) — российская эстрадная певица, исполнительница русского шансона, Лауреат премии «Шансон года-2016».

## Биография
Рада Рай родилась 8 апреля 1979 года в Магадане. Отец певицы — цыган, мать — русская. Знакомство родителей Рады Рай состоялось на рыболовецком судне, которое вело промысел у берегов Дальнего Востока. Будущая певица окончила музыкальную школу. Затем в течение двух лет обучалась в музыкальном училище им. Михаила Балакирева и специализировалась на эстрадном вокале. Позже продолжила образование в Московском колледже импровизационной музыки. В годы учёбы она была вынуждена подрабатывать пением в подземных переходах. Кроме того, девушка пела в ресторанах и на бэк-вокале у звёзд российской эстрады во время студийных записей, в частности у исполнительницы русского шансона Вики Цыгановой, благодаря чему познакомилась с музыкантом Олегом Ураковым. Олег не только разглядел талант и перспективы девушки, но и предложил ей взять сценический псевдоним «Рада Рай». По совету Уракова Рада стала петь в стиле «народной песни», и вместе они записали первый демо-диск исполнительницы. С диском они отправились на радио «Шансон», где директор радиостанции посоветовал им обратиться в продюсерский центр «Союз Продакшн», с которым певица в итоге подписала контракт. Тогда же Олег Ураков стал музыкальным продюсером певицы и одним из музыкантов её группы. Молодая певица получила известность благодаря песням «Калина» и «Душа». Самую большую поддержку в раскрутке певицы оказала Радиостанция «Шансон». В 2008 году вышел дебютный альбом Рады Рай — «Ты душа моя…». 24 апреля 2009 года в Государственном Кремлёвском дворце была представлена совместная концертная программа Рады Рай и Андрея Бандера — «Не любить невозможно». DVD с видеозаписью концерта поступил в продажу в 2010 году. В том же году был выпущен и второй альбом певицы — «Радуюсь». Одноимённая песня альбома «Радуюсь» стала хитом и долгое время держалась на верхних строчках отечественных хит-парадов.
В июне 2016 года за песню «Территория любви» Рада Рай была удостоена ежегодной музыкальной премии «Шансон года». В том же году певица приняла участие в записи альбома композитора и поэтессы Елены Суржиковой «Песни, заказанные душой…», исполнив композицию «Берега», которая посвящается жителям Донбасса и вооружённому конфликту на востоке Украины.
В 2019 году записала дуэтную песню с Дмитрием Пряновым (Перекрёсток миров) — муз. Д.Прянов, сл. И.Савельева
12 мая 2021 года Рада Рай приняла участие в юбилейном творческом вечере поэта Юрия Ряшенцева, исполнив в дуэте с Наташей Дольче знаменитый шлягер «Арго» из фильма «Весёлая хроника опасного путешествия».

## Семья
Муж — Олег Ураков, музыкант, аранжировщик, продюсер. Детей нет.

## Дискография
- 2008 — «Ты душа моя…»
- 2010 — «Радуюсь»
- 2012 — «Отпускала в небо…»
- 2015 — «Территория любви»
- 2018 — «Все Скажет Музыка За Нас»
- 2018 — «Девчоночка Цыганочка»
- 2020 — «Скажи, Калина»

### Шансон Года
- 2008 — «Душа»
- 2009 — «Забыто», «Мы с тобой два берега»
- 2010 — «Напоила Ночь» (с Евгением Россом), «Радуюсь»
- 2011 — «Звёздочка»
- 2012 — «А любовь, не меняю»
- 2015 — «Калина»
- 2016 — «Территория Любви» (Стихи: Михаил Гуцериев)
- 2017 — «Горькое Лекарство» (Стихи: Михаил Гуцериев)
- 2021 — «Ветер-конокрад» (с Александром Розенбаумом), «Верю в гороскоп»
- 2022 — «Верю в гороскоп» (Стихи: Михаил Гуцериев)
- 2024 — «Сказка о любви» (Стихи: Михаил Гуцериев)